# Tsunami (film)
|  | Denne artikel er oprettet af botten Steenthbot ud fra en ekstern database. Den kan derfor have sproglige fejl eller mangler. Denne skabelon kan fjernes efter kontrol af indholdet. |

 For alternative betydninger, se Tsunami (flertydig). (Se også artikler, som begynder med Tsunami)
Tsunami er en dansk animationsfilm fra 2015 instrueret af Sofie Nørgaard Kampmark.

## Handling
Haru, en midaldrende japansk mand, vender tilbage til sit hjem efter en altødelæggende tsunami. Haru er i chok og fornægter situationen og forsøger at fortsætte dagligdagen, som om intet var hændt. Opdagelsen af en magisk havånd, fanget i hans soveværelse, skal dog snart gøre den strategi uholdbar, og Haru indser, at han står over for et valg - skal han forblive i sin fantasiverden, hvor intet er hændt, eller skal han se realiteterne og hans enorme tab i øjnene? Skal han lade ånden tørre ud og dø, eller hjælpe den tilbage til livet og havet og genoprette balancen i den natur, som har taget alt fra ham?